# Philipp Seiser
Philipp Seiser (* 10. Oktober 1961 in Starnberg) ist ein deutscher Schauspieler und Musiker.

## Leben
Philipp Seiser spielte 1975 als Jugendlicher seine ersten Rollen bei Theateraufführungen. Im selben Jahr wurde er für die Rolle des Karli Schöninger in der Fernsehserie Polizeiinspektion 1 engagiert, wodurch er bundesweite Bekanntheit erlangte. 1978 begann Seiser ein Schauspielstudium am Schauspielstudio Gmelin in München. Später trat er in verschiedenen Filmen und Fernsehserien meist in Nebenrollen auf. Gastrollen spielte er u. a. in den Serien Tatort und SOKO 5113.
Daneben hatte er Auftritte am Theater und auf der Musik- und Kabarettbühne. So begleitete er in den 1980er Jahren Konstantin Wecker, den er 1979 kennengelernt hatte, auf einer Tournee, zunächst als Roadie, dann auch als Musiker. Anschließend gründete er eine eigene Band, die er später wieder auflöste. In den 1990er Jahren trat Seiser mit mehreren Programmen als Kabarettist auf, teilweise mit musikalischer Unterstützung, wofür er mit zwei Preisen ausgezeichnet wurde.
Philipp Seiser beherrscht Gesang mit Stimmlage Tenor auf professionellem Niveau, ebenso Gitarre. Er spielt auch Xylophon, E-Gitarre und Schlagzeug. Er lebt heute in Köln.
Philipp Seiser hat zwei ältere Schwestern, die jüngere von beiden ist die Schauspielerin, Malerin und Bildhauerin Carline Seiser.

## Filmografie

### Filme
- 1985:  Tatort – Schicki-Micki (Fernsehreihe)
- 1987: Gundas Vater
- 1987:  Tatort – Pension Tosca oder Die Sterne lügen nicht
- 1989: Tatort – Bier vom Faß
- 1995: Echte Kerle
- 1996: Alle für die Mafia (Zweiteiler)
- 1997: Lychees Weiß-Blau
- 1997: Klassenziel Mord
- 1998: Ein ganz gewöhnlicher Totschlag

### Fernsehserien
- 1977–1988: Polizeiinspektion 1
- 1978: Familie Meier
- 1979: Der Alte – Pensionstod
- 1983/1986/1993: SOKO 5113
- 1986: Schafkopfrennen
- 1988: Anna
- 1992: Verkehrsgericht
- 1992: Bistro-Bistro
- 1993: Sportarzt Conny Knipper
- 1994: Dr. Schwarz und Dr. Martin
- 1994/95: Duell zu Dritt
- 1995: Wildbach
- 1995: Der König
- 1997: Kurklinik Rosenau
- 1997: Wanderjahre
- 1998: Anwalt Abel
- 1998: Die Wache
- 1998: Biggi
- 2000–2005: Samt und Seide
- 2000: Alarm für Cobra 11 – Die Autobahnpolizei: Schumanns große Chance
- 2004: Forsthaus Falkenau – Auf Sand gebaut

## Theater
- 1975: Porzellan und Elefanten, Münchner Kammerspiele als Toto
- 1975: Tausend Clowns, Tourneetheater Baden-Baden als Nick Burns
- 1978: Was der Butler sah, Theater 44, München als Nikolas
- 1994: Tell me Willy, Bockshorntheater Sommerhausen als Wilhelm Tell

## Bühnenprogramme
- 1990–1992: Mittendrin (Soloprogramm)
- 1992–1995: Eigentlich bin ich ganz anders (Solokabarett)
- 1993–1996: Kerle vor die Säue (Musik-Comedy mit Anders Orth und Tommy Weger)

## Auszeichnungen
- 1990: Tollwood Förderpreis, München, Sparte Liedermacher
- 1990: Obernburger Mühlstein, Kabarettpreis Obernburg